# Gamla Tryckeriet

Gamla Tryckeriet är en lokal i Alvik i Stockholm som används för mässor och andra evenemang. Tävlingsprogrammet Floor Filler spelades in i Gamla Tryckeriet.